# Eyes Closed (canção de Ed Sheeran)
"Eyes Closed" é uma canção do artista musical inglês Ed Sheeran, gravada para seu quinto álbum de estúdio, - (2023). Foi lançada em 24 de março de 2023 em conjunto com "Boat" como os dois primeiros singles do disco. A música foi composta e produzida por Max Martin, Johan Schuster e Fred Gibson, com participação de Sheeran e Aaron Dessner na composição.

## Paradas musicais
| País/Parada (2023)                            | Melhor posição |
| --------------------------------------------- | -------------- |
| Austrália (ARIA)                              | 6              |
| Áustria (Ö3 Austria Top 75)                   | 7              |
| Bélgica (Ultratop 50 de Flandres)             | 2              |
| Bélgica (Ultratop 50 da Valônia)              | 6              |
| Brasil Airplay (Top 100 Brasil)               | 82             |
| Brasil Airplay (Pop Internacional)            | 7              |
| Canadá (Canadian Hot 100)                     | 9              |
| Canadá (Billboard AC)                         | 4              |
| Canadá (Billboard CHR/Top 40)                 | 12             |
| Canadá (Billboard Hot AC)                     | 5              |
| República Checa (Rádio Top 100)               | 67             |
| República Checa (Singles Digitál Top 100)     | 80             |
| Dinamarca (Hitlisten)                         | 8              |
| Finlândia (Suomen virallinen lista)           | 31             |
| França (SNEP)                                 | 70             |
| Alemanha (Offizielle Deutsche Charts)         | 13             |
| Mundo (Billboard Global 200)                  | 16             |
| Hungria (Single Top 40)                       | 16             |
| Irlanda (IRMA)                                | 4              |
| Itália (FIMI)                                 | 62             |
| Japão (Japan Hot 100)                         | 92             |
| Lituânia (AGATA)                              | 51             |
| Luxemburgo (Billboard)                        | 22             |
| Países Baixos (Dutch Top 40)                  | 14             |
| Países Baixos (Single Top 100)                | 18             |
| Nova Zelândia (Recorded Music NZ)             | 11             |
| Noruega (VG-lista)                            | 11             |
| Polônia (Polish Airplay Top 100)              | 10             |
| Polônia (Polish Streaming Top 100)            | 60             |
| Portugal (AFP)                                | 87             |
| Singapura (RIAS)                              | 21             |
| Eslováquia (Rádio Top 100)                    | 17             |
| Eslováquia (Singles Digitál Top 100)          | 41             |
| Coreia do Sul (Circle)                        | 139            |
| Suécia (Sverigetopplistan)                    | 10             |
| Suíça (Schweizer Hitparade)                   | 8              |
| Reino Unido (UK Singles Chart)                | 1              |
| Estados Unidos (Billboard Hot 100)            | 26             |
| Estados Unidos (Billboard Adult Contemporary) | 13             |
| Estados Unidos (Billboard Adult Top 40)       | 8              |
| Estados Unidos (Billboard Mainstream Top 40)  | 11             |
| Vietnam (Vietnam Hot 100)                     | 93             |